# 6992 Minano-machi
6992 Minano-machi è un asteroide della fascia principale. Scoperto nel 1995, presenta un'orbita caratterizzata da un semiasse maggiore pari a 3,0128456 UA e da un'eccentricità di 0,0732365, inclinata di 10,48956° rispetto all'eclittica.